# Nikos Kazantzakis

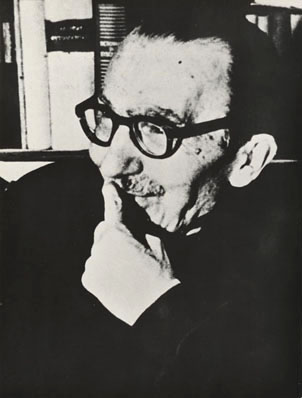
Nikos Kazantzakis

Nikos Kazantzakis (griechisch Νίκος Καζαντζάκης, * 18. Februarjul. / 2. März 1883greg. in Iraklio, Kreta, Osmanisches Reich; † 26. Oktober 1957 in Freiburg im Breisgau) war einer der bedeutendsten griechischen Schriftsteller des 20. Jahrhunderts. Sein bekanntester Roman Alexis Sorbas (1946) wurde 1964 von Michael Cacoyannis mit Anthony Quinn in der Hauptrolle verfilmt.

## Leben

### Herkunft, Studium

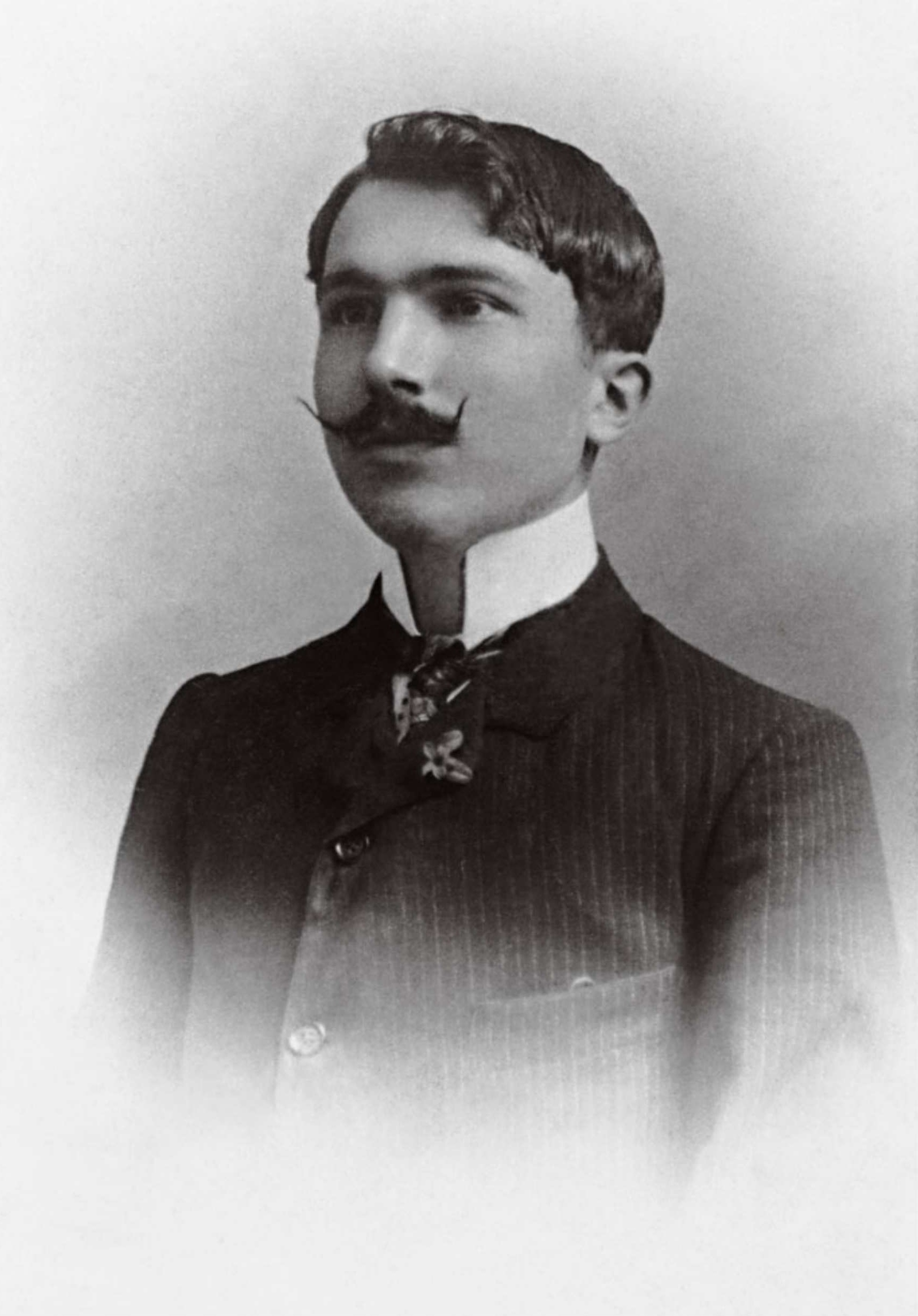
Kazantzakis (1904)

Nikos Kazantzakis wuchs als Sohn eines Kaufmanns in der Stadt Megalo Kastro, dem heutigen Iraklio, im damals osmanisch besetzten Kreta auf. Sein Vater kämpfte gegen die türkischen Besatzer, seine Mutter stammte aus einer Familie von Bauern.
Von 1902 bis 1906 studierte er an der Universität Athen Rechtswissenschaften. Bereits damals entstanden seine ersten Werke. Mit dem Roman Der Tag bricht an (1907) wurde Kazantzakis in ganz Griechenland bekannt. Nachdem er das Studium in Athen mit der Note „sehr gut“ abgeschlossen hatte, erlaubte ihm sein strenger Vater, drei Monate durch Griechenland zu reisen; ein Erlebnis, welches den Autor nachhaltig prägte. 1907 begab er sich nach Paris, um am Collège de France Staatswissenschaften bei Henri Bergson zu studieren, den er später als einen seiner wichtigsten Lehrer bezeichnete. In dieser Zeit entstanden weitere Romane, Dramen und philosophische Texte. Kazantzakis schloss sein Studium mit einer Dissertation über Friedrich Nietzsche ab, der für ihn insbesondere wegen seines unbeugsamen Freigeistes zu einem Vorbild wurde. Ebenfalls 1907 wurde Nikos Kazantzakis Freimaurer.
Kazantzakis kehrte 1909 nach Griechenland zurück. Dort lernte er die junge Intellektuelle Galateia Alexiou kennen, die er 1911 heiratete. Die Ehe scheiterte; 1926 ließ sich das Paar scheiden.

### Wanderjahre

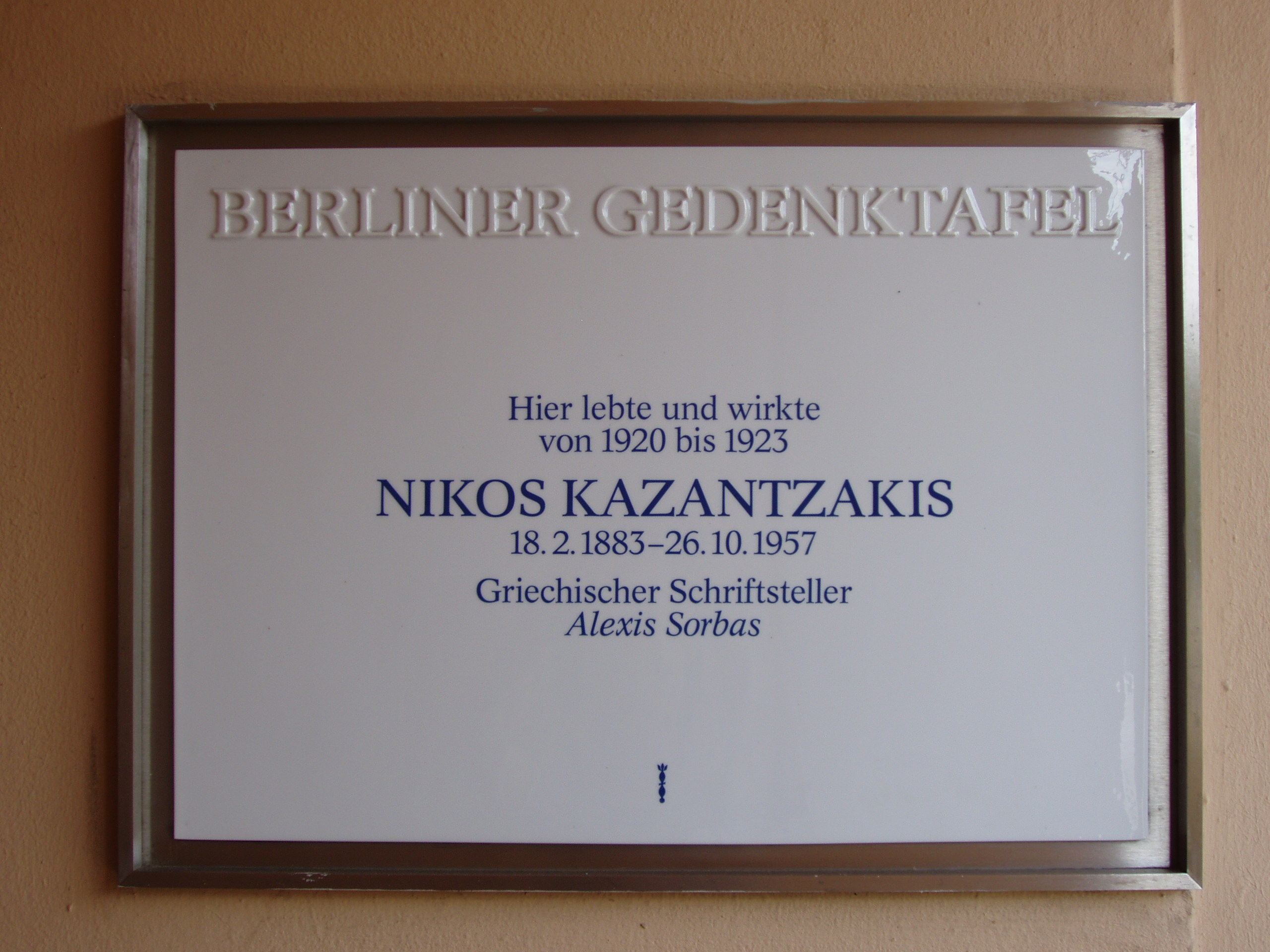
Gedenktafel am Haus Unter den Eichen 63, Berlin-Steglitz

Nun begann eine unstete Phase in Kazantzakis’ Leben. Er bereiste unter anderem Griechenland, Deutschland, Österreich, die Schweiz, Russland, China, Japan, Italien, Ägypten, Palästina und Spanien. In einigen dieser Länder ließ er sich für kurze Zeit nieder (z. B. in Berlin von 1920 bis 1923). Er arbeitete als Journalist, Auslandskorrespondent, Übersetzer und Autor. Von 1916 bis 1917 versuchte er sich mit Hilfe seines Freundes Georgios Sorbas, den er kurz zuvor auf dem Heiligen Berg Athos kennengelernt hatte, als Pächter eines Bergwerks im Dorf Prastova auf der Halbinsel Mani, im Süden der Peloponnes. Das Projekt scheiterte, lieferte ihm aber 30 Jahre später die Vorlage für seinen bekanntesten Roman, Alexis Sorbas, in dem er seinem Freund Georgios Sorbas ein literarisches Denkmal setzte.
Nach dem Scheitern der Bergbaupläne engagierte sich Kazantzakis in der griechischen Politik. Einige Monate war er Generaldirektor des Ministeriums für Soziales unter Venizelos (1919/1920). In dieser Funktion organisierte er im Auftrag von Venizelos die Repatriierung von 150.000 der sogenannten Pontosgriechen aus dem Kaukasus ins Mutterland. Dabei begleitete ihn wieder Georgios Sorbas.
In dieser Phase seines Lebens entstanden wichtige Übersetzungen (Dantes Göttliche Komödie, Goethes Faust), das Werk Askitiki (Asketik) und viele Reiseberichte. Immer wieder bereiste Kazantzakis die Sowjetunion. Er begeisterte sich für die Ideen des Kommunismus und des Sozialismus, schrieb Drehbücher, Essays und Artikel in der Prawda. Wegen seiner politischen Aktivitäten wurde Kazantzakis in Griechenland kurzfristig verhaftet. Nach einiger Zeit wandte er sich jedoch enttäuscht vom Kommunismus ab. Kazantzakis hat sich in seinem Leben für viele Ideale leidenschaftlich eingesetzt. Doch schließlich sagte er selbst: „Ich war ein Küfer, ein Anwalt der Katharévousa, ein Nationalist, ein Anwalt der Dimotikí, ein Intellektueller, ein Poet, ein religiöser Fanatiker, ein Atheist, ein Ästhet – und nichts davon kann mich je wieder täuschen.“
Zwischen 1928 und 1932 lebte er insgesamt für mehrere Monate im kleinen erzgebirgischen Ort Försterhäuser (Myslivny) in der Tschechoslowakei, um in Ruhe arbeiten zu können und sich inspirieren zu lassen.

### Ägina
Im Jahr 1936 fand Kazantzakis zum ersten Mal eine Heimat: Er ließ sich auf der Insel Ägina nieder. Hier lebte er mit seiner neuen, langjährigen Weggefährtin Eleni Samiou zusammen, die er 1945 heiratete.
Auf Ägina begann für ihn eine sehr produktive Zeit. Kazantzakis beendete eines seiner Hauptwerke, die Odyssee, und begann mit der Niederschrift von Alexis Sorbas, Die letzte Versuchung, Freiheit oder Tod und arbeitete an seinem Werk über Buddha. Außerdem war er weiter in der Politik aktiv, unternahm Reisen und arbeitete ein Jahr lang für die UNESCO.
1945 beauftragte ihn die griechische Regierung, Kriegsverbrechen der deutschen Besatzungsmacht auf Kreta zu untersuchen. Die Ergebnisse dieser Untersuchung wurden 1983 von der Gemeinde Iraklio unter dem Titel Bericht des zentralen Ausschusses zur Feststellung von Kriegsverbrechen auf Kreta (Έκθεσις της Κεντρικής Επιτροπής Διαπιστώσεως Ωμοτήτων εν Κρήτη Ektesis tis kendrikis Epitropis Diapistoseos Omotiton en Kriti) veröffentlicht.
Nachdem 1946 Alexis Sorbas erschienen war, konnte Kazantzakis von seiner Arbeit als Schriftsteller leben.

### Antibes

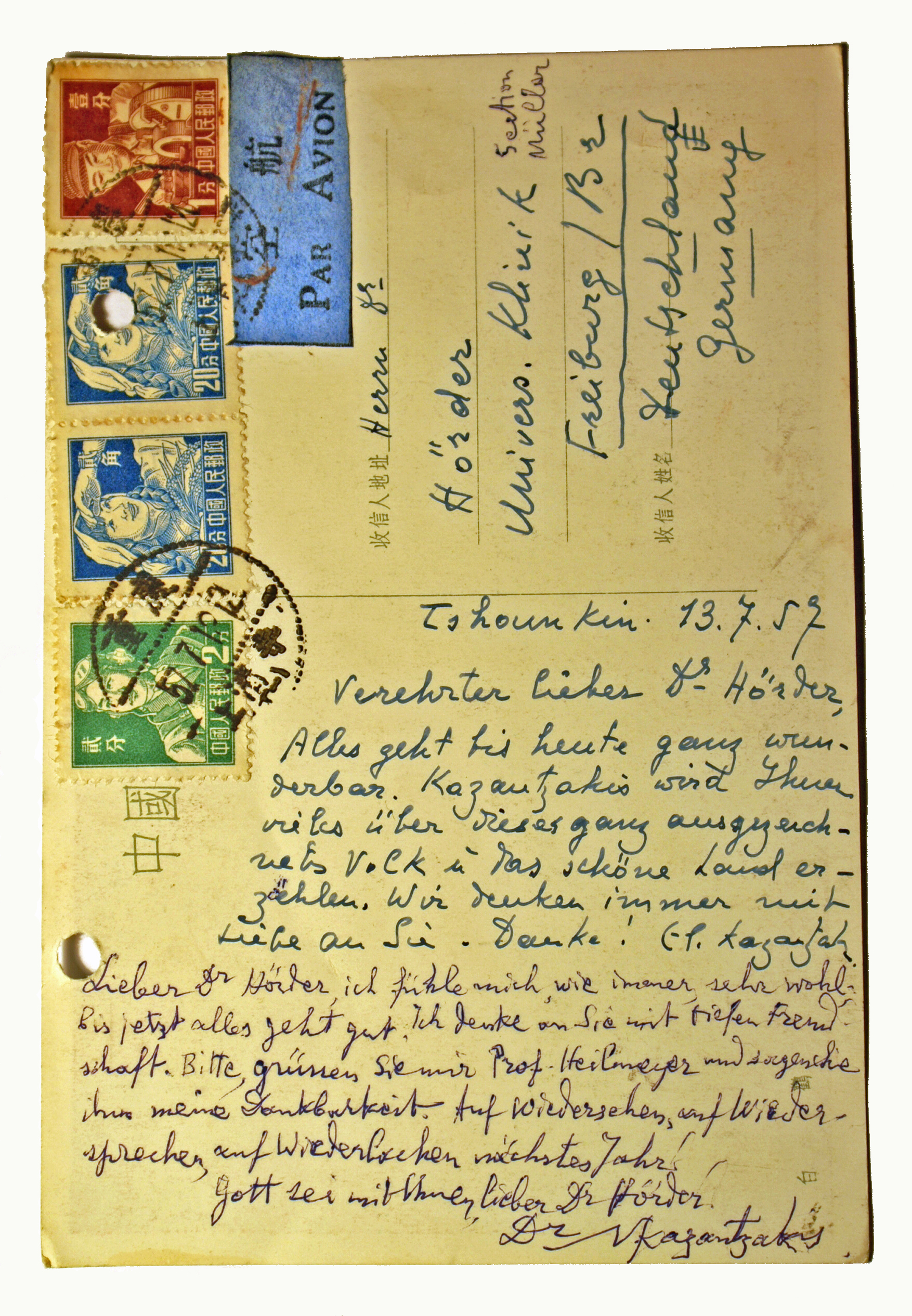
Postkarte von Eleni und Nikos Kazantzakis an den Freiburger Arzt Max-Hermann Hörder, abgeschickt am 13. Juli 1957 in Chongqing

1948 zog Kazantzakis mit seiner Frau Eleni nach Antibes. In den nächsten Jahren erschienen Die letzte Versuchung Christi und Griechische Passion, als Oper 1958 von dem tschechischen Komponisten Bohuslav Martinů komponiert. Die katholische und die orthodoxe Kirche verurteilten Kazantzakis aufgrund seiner Bücher und der darin beschriebenen Auslegungen des Lebens Christi sowie der kritischen Darstellung der großen Kirchen. Papst Pius XII. setzte Die letzte Versuchung Christi auf den Index der verbotenen Bücher (1954).
Im Jahr 1953 wurde bei Nikos Kazantzakis Leukämie diagnostiziert, daher lebte er einige Monate im Kurhaus von Cademario. In den Jahren, die ihm verblieben, beendete er die Werke Kapitän Michalis, den autobiografischen Roman Rechenschaft vor El Greco sowie Mein Franz von Assisi. Am 28. Juni 1956 verlieh ihm der Weltfriedensrat in Wien den Internationalen Friedenspreis für das Jahr 1955. 

### Tod

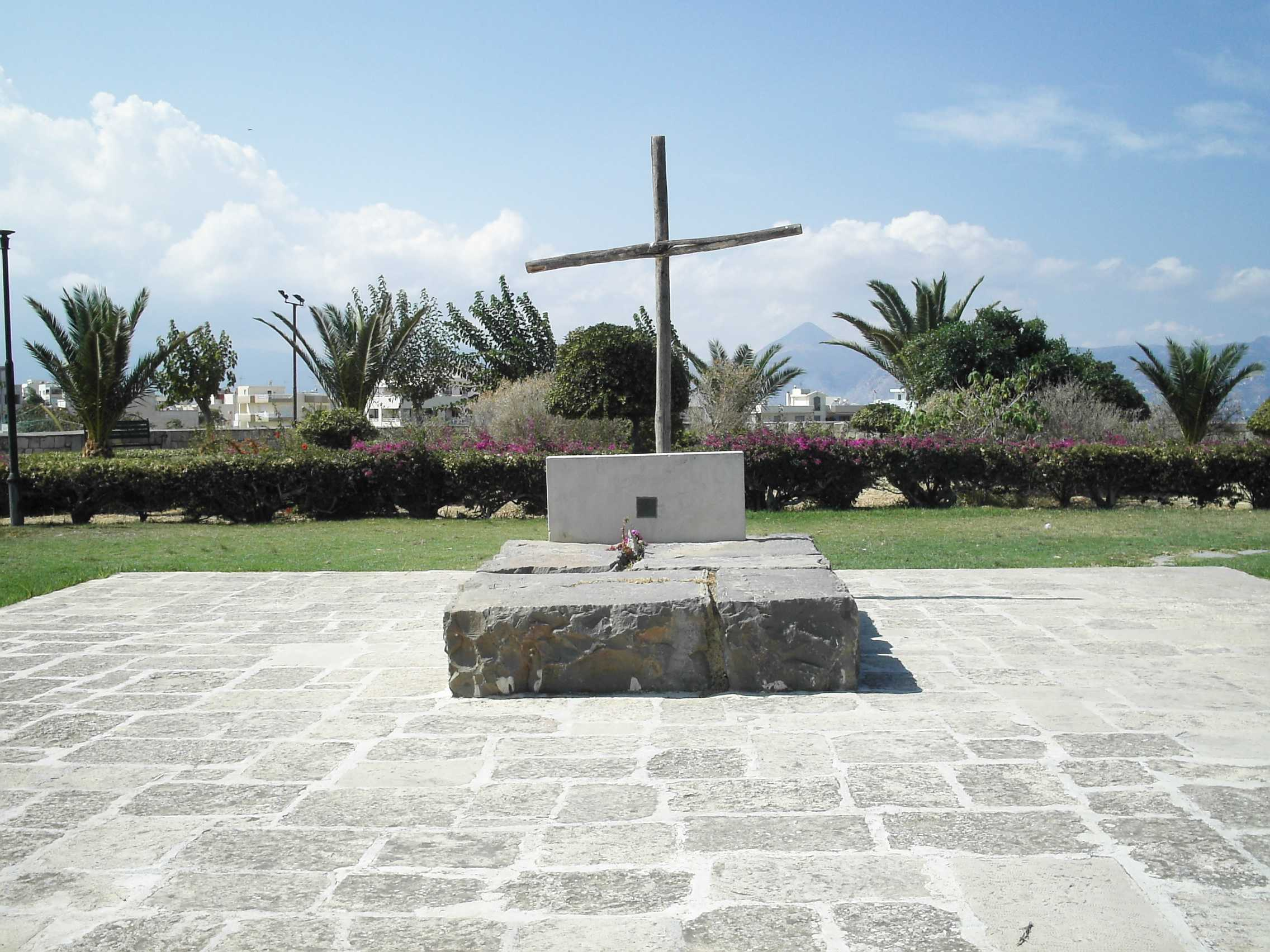
Kazantzakis’ Grabmal auf einer Zitadelle in Iraklio

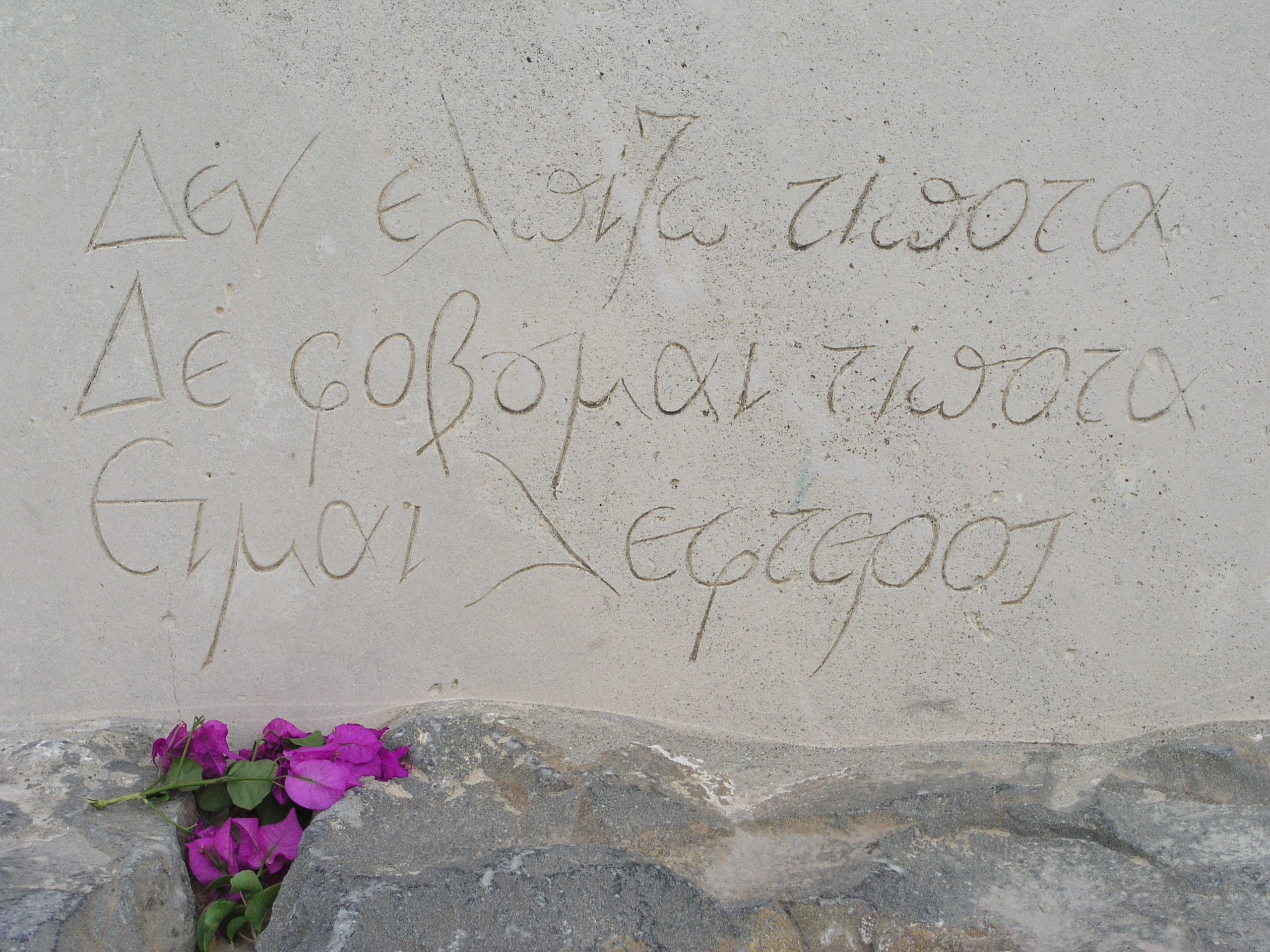
Inschrift auf dem Grabmal:
„Ich erhoffe nichts. Ich fürchte nichts. Ich bin frei.“

1957 trat Kazantzakis eine Reise nach China an. Da er über Japan zurückreiste, musste er sich zuvor in Kanton impfen lassen. Beim Rückflug über den Nordpol brachen heftige Symptome aus, sein Arm schwoll an der Injektionsstelle an. Kazantzakis ließ sich in der Universitätsklinik Freiburg behandeln. Die Erkrankung schien zunächst abzuklingen, doch Kazantzakis war geschwächt und starb am 26. Oktober. Er wurde 74 Jahre alt.
Wegen seiner unorthodoxen Ansichten wurde ihm die Bestattung auf einem kirchlichen Kirchhof verweigert. Sein Grab befindet sich auf der südlichen Martinengo-Bastion der venezianischen Stadtmauer von Iraklio (geographische Koordinaten 35° 19′ 57,5″ N, 25° 7′ 50,7″ O). Die von ihm selbst gewählte Grabinschrift lautet:
Δεν ελπίζω τίποτα. Δε φοβούμαι τίποτα. Είμαι λέφτερος.
(Den elpízo típota. De fovoume típota. Íme léfteros.)
„Ich erhoffe nichts. Ich fürchte nichts. Ich bin frei.“

## Gedenken
Der größte Flughafen Kretas in seiner Heimatstadt Iraklio wurde nach ihm benannt: englisch Heraklion International Airport “Nikos Kazantzakis”, griechisch Κρατικός Αερολιμένας Ηρακλείου « Νίκος Καζαντζάκης ».
Im Geburtsort seines Vaters, dem Dorf Myrtia auf Kreta, wurde 1983 ein Nikos-Kazantzakis-Museum eröffnet (siehe Myrtia). 1994 wurden Myrtia und weitere Ortschaften zu einer neuen Gemeinde namens Nikos Kazantzakis vereinigt.
Im Historischen Museum von Kreta in Iraklio sind mehrere Säle Nikos Kazantzakis gewidmet. Hier befindet sich der größte Teil des Archivs von Nikos Kazantzakis: unter anderem seine Bibliothek, Manuskripte, Fotografien, Ausgaben seiner Werke in mehr als 30 Sprachen und persönliche Gegenstände. In einem Raum wurde sein Büro in Antibes rekonstruiert.

## Werke
Nikos Kazantzakis ist vor allem durch seine Romane bekannt. Seine zentralen Themen sind die Türkenherrschaft auf Kreta, Religion und Heuchelei, die animalische Vitalität des Lebens und die Frage nach dem Sinn des Lebens. Es finden sich immer wieder starke Vaterfiguren in Kazantzakis’ Büchern. Insbesondere „Kapitan Michalis“ ist eine Hommage an seinen eigenen Vater. In vielen Büchern wird die schwierige Beziehung von Vätern und ihren Söhnen beschrieben. Andere wichtige Figuren sind die lebensfrohen, vitalen Menschen wie „Alexis Sorbas“ oder der „Hirtenjunge Nikolios“. Denen gegenüber stehen die innerlich zerrissenen Personen wie der Erzähler in Alexis Sorbas oder sein „Jesus von Nazareth“ in Die letzte Versuchung Christi, die erst nach langem Kampf zu sich selber finden.
Eine Auswahl:
- 1927 Askitiki
  - Askese = Salvatores Dei, deutsch von Argyris Sfountouris, Zürich: Arche 1973, ISBN 3-7160-1475-3.
- 1938 Odyssee
  - Odyssee: ein modernes Epos, deutsch von Gustav A. Conradi, München: Desch 1973, ISBN 3-420-04684-7. — Zweisprachige Neuausgabe (Griechisch — Deutsch) mit einem Geleitwort von Thanassis Lambrou: Berlin: Elfenbein Verlag 2017, ISBN 978-3-941184-67-1.
- 1946 Βίος και πολιτεία του Αλέξη Ζορμπά Vios ke politia tou Alexi Zorba
  - Alexis Sorbas. Abenteuer auf Kreta, deutsch von Alexander Steinmetz, 1952.
- 1948 Ο Χριστός ξανασταυρώνεται O Christos xanastavronete
  - Griechische Passion, deutsch von Werner Krebs, Berlin: Herbig 1951.
- 1949 Οι αδερφοφάδες I aderfofades
  - Brudermörder, deutsch von Chlodwig Plehn, München, Berlin, Wien: Herbig 1969.
- 1950 Ο καπετάν Μιχάλης O kapetan Michalis
  - Freiheit oder Tod, deutsch von Helmut von den Steinen, Berlin (West): Herbig 1954
  - Kapitän Michalis, gleiche Übersetzung, Berlin (Ost): Volk und Welt 1973.
- 1951 Ο τελευταίος πειρασμός O telefteos pirasmos
  - Die letzte Versuchung, deutsch von Werner Kerbs, Berlin: Herbig 1952
- 1954 Ο Φτωχούλης του Θεού O Ftochoulis tou theou
  - Mein Franz von Assisi, deutsch von Helmut von den Steinen, Hamburg: Wegner 1956.
- 1961 Αναφορά στον Γκρέκο Anafora ston Greko
  - Rechenschaft vor El Greco, deutsch von Isidora Rosenthal-Kamarinea, Berlin: Herbig 1978.
- 1966  Im Zauber der griechischen Landschaft, deutsch von Isidora Rosenthal-Kamarinea, München: Herbig 1966, 1967; Frankfurt a. M.: Ullstein 1996; München: Herbig 2001.
- 2022  O Ανήφορος (Der Weg nach oben), posthum 2022 im Verlag Dioptra (Athen) veröffentlicht. Übersetzung in Vorbereitung.

## Adaptionen

### Verfilmungen
- 1957: Der Mann, der sterben muß (Celui qui doit mourir; Regie: Jules Dassin) nach dem Roman Griechische Passion
- 1964: Alexis Sorbas (Regie: Michael Cacoyannis; mit  Alan Bates und Anthony Quinn, Musik von Mikis Theodorakis)
- 1978: Höllenkommando Kreta (Dawn of victory; Regie: Dimis Dadiras)
- 1988: Die letzte Versuchung Christi (The last temptation of Christ; Regie: Martin Scorsese)

### Musiktheater
- Bohuslav Martinů: The Greek Passion („Griechische Passion“, Oper, UA 1958)
- John Kander: Zorba („Sorbas“, Musical, UA 1968)
- Irineos Triandafillou: Alexis Zorbás – Die Geschichte eines Griechen (Ballett, 2006 – Uraufführung am 20. Februar 2009 durch das Nordharzer Städtebundtheater in Choreographie von Jaroslaw Jurasz)